# NGC 3046
NGC 3046 é uma galáxia lenticular na direção da constelação de Antlia. O objeto foi descoberto pelo astrônomo John Herschel em 1835, usando um telescópio refletor com abertura de 18,7 polegadas. Devido a sua moderada magnitude aparente (+11,8), é visível apenas com telescópios amadores ou com equipamentos superiores.